# Lodos
El lodos es un fuerte viento de dirección sudoeste que predomina en el mar Egeo así como en la costa mediterránea de Turquía a lo largo de todo el año; frecuentemente provoca mareas altas y puede dar lugar a violentos turbiones del oeste. La palabra lodos es turca, proviene de la palabra griega «Notus», y originariamente significaba «viento del sur».
La corriente de superficie predominante del mar Egeo es de noroeste a sureste, pero alrededor de veinte veces al año el viento se alza, empujando desde el Mediterráneo hacia el mar Negro. Si continúa durante tiempo suficiente, la corriente de superficie también cambia de sentido, haciendo que la navegación sea traicionera para los marineros. Cuando sopla el Lodos, los vientos en los estrechos turcos comienzan a cambiar durante las primeras horas de mañana. Lasx corrientes del mar Negro también se ven afectadas por el Lodos. 
Tienen su punto álgido en la tarde y a menudo decaen por la noche, pero a veces el viento lodos dura días sin descanso. Vientos similares soplan en el Adriático y en la región del mar Jónico. Los vientos Lodos son peligrosos para los marineros debido a que aparecen con tiempo clara sin advertencia y pueden soplar a 9-10 Beaufort. La mayor parte de los buques no pueden navegar en tales condiciones.
El Lodos trae el viento y las olas desde el sur desde octubre a abril con diciembre como la estación más intensa. Junto con las aguas cálidas del Sur, lodos también trae polvo africano desde el desierto de Sáhara que contiene muchos minerales como el sulfato, hierro, zinc y otros minerales que son beneficiosos para todos los seres vivos. Si el lodos persiste durante más de un día, estos polvos ricos en minerales causan dolores de cabeza, bronquitis y otras enfermedades respiratorias. 
Durante los fuertes vientos lodos, especialmente en diciembre, se advierte a los grandes navíos que no crucen el estrecho del Bósforo y a veces, el estrecho se cierra a todo el tráfico naval debido al lodos que cambia las pautas de corrientes. Los barcos son más vulnerables a estos cambios de corrientes si carecen de velocidad o experiencian un fallo en el motor en cuyo caso el único método para detener al barco sería anclar, pero no hay suficiente distancia en el Bósforo para tal medida y el desastre puede resultar inevitable.